# Coccoloba liportizii
Coccoloba liportizii là một loài thực vật có hoa trong họ Rau răm. Loài này được Gómez-Laur. & N.Zamora mô tả khoa học đầu tiên năm 1987.